# Regimentul 4 Călărași (1916-1918)
Regimentul 4 Călărași a fost o unitate de cavalerie de nivel tactic, care s-a constituit la 14/27 august 1916, prin mobilizarea unităților și subunităților existente la pace. Regimentul era dislocat la pace în garnizoana Târgu Măgurele. :p. 333
Regimentul a făcut parte din Brigada 2 Călărași alături de Regimentul  Călărași, aflată în organica Corpului II Armată. La intrarea în război, Regimentul 4 Călărași a fost comandat de colonelul Alexandru Mitescu. Regimentul 4 Călărași a participat la acțiunile militare pe frontul român, pe toată perioada războiului, între 14/27 august 1916 - 28 ocotmbrie/11 noiembrie 1918.{Rp|p. 200}

## Participarea la operații

### Campania anului 1916
În campania din anul 1916 Regimentul 4 Călărași a participat la acțiunile militare în dispozitivul de luptă al Armatei 3, participând la Ofensiva Armatei României în Transilvania în 1916) și Bătălia pentru București. {Rp|passim}{Rp|passim}

### Campania anului 1917
În campania din anul 1917 Regimentul 4 Călărași a participat la acțiunile militare în dispozitivul de luptă al Armatei 1, participând la Bătălia de la Mărășești. În această campanie, regimentul a fost comandat de colonelul Vladimir Cociu. {Rp|p. 50} {Rp|passim}{Rp|passim}

## Comandanți
- Colonel  Alexandru Mitescu
- Colonel  Vladimir Cociu